# Glenea citrina
Glenea citrina es una especie de escarabajo del género Glenea, familia Cerambycidae. Fue descrita científicamente por Thomson en 1865.
Habita en Indonesia (Borneo, Java, Sumatra). Esta especie mide 9-12 mm.